# Haval Chitu
La Haval Chitu è un'autovettura prodotta dal 2021 dalla casa automobilistica cinese Great Wall Motors con il marchio Haval.

## Nome
Il termine Chitu deriva dal cinese e significa "coniglio rosso". La vettura è la seconda della Haval ad adottare la nuova denominazione che prende il nome da un animale, dopo la Haval Dagou.

## Descrizione
La Chitu, un SUV compatto a cinque posti, è stata annunciata come erede dell'Haval F5 nel febbraio 2021, con le vendite che sino iniziate due mesi dopo, in concomitanza della presentazione ufficiale al pubblico avvenuta durante il salone di Shanghai.
Al lancio sul mercato, la vettura è disponibile solo con un motore 4 cilindri turbo a benzina da 1,5 litri con 135 kW (184 CV). La trazione è solo anteriore e la trasmissione è affidata ad un cambio a doppia frizione a 7 rapporti.